# Prodasineura nigra
Prodasineura nigra – gatunek ważki z rodziny pióronogowatych (Platycnemididae). Znany tylko z okazów typowych odłowionych na wyspie Kadan Kjun w południowej Mjanmie. Stwierdzenia z innych lokalizacji dotyczą bardzo podobnego Prodasineura autumnalis, być może taksony te powinny być traktowane jako jeden gatunek.